# Notophthiracarus agulhasensis
Notophthiracarus agulhasensis är en kvalsterart som beskrevs av Wojciech Niedbała 2006. Notophthiracarus agulhasensis ingår i släktet Notophthiracarus och familjen Phthiracaridae. Inga underarter finns listade i Catalogue of Life.